# Murphy Prototypes
Murphy Prototypes – irlandzki zespół wyścigowy, założony w 2012 roku przez byłego kierowcę wyścigowego Grega Murphy. W historii startów zespół pojawiał się w stawce FIA World Endurance Championship, 24-godzinnym wyścigu Le Mans, American Le Mans Series oraz European Le Mans Series. Siedziba zespołu znajduje się w Dublinie.

## Wyniki w 24-godzinnym wyścigu Le Mans
| Rok  | Klasa | Nr | Oponu | Samochód         | Kierowcy                                          | Okr. | Poz. | Klasa Poz. |
| ---- | ----- | -- | ----- | ---------------- | ------------------------------------------------- | ---- | ---- | ---------- |
| 2012 | LMP2  | 48 | D     | Oreca 03-Nissan  | Jody Firth Warren Hughes Brendon Hartley          | 196  | NU   | NU         |
| 2013 | LMP2  | 48 | D     | Oreca 03-Nissan  | Brendon Hartley Karun Chandhok Mark Patterson     | 319  | 12   | 6          |
| 2014 | LMP2  | 48 | D     | Oreca 03R-Nissan | Nathanaël Berthon Karun Chandhok Rodolfo González | 73   | NU   | NU         |
| 2015 | LMP2  | 48 | D     | Oreca 03R-Nissan | Nathanaël Berthon Karun Chandhok Mark Patterson   | 347  | 13   | 5          |